# One Life to Blossom
One Life to Blossom es un documental estadounidense de 2021 dirigido por Alexandrina Andre. La película narra la vida y el viaje de Blossom C. Brown, una mujer transgénero y activista, mientras navega por su transición y su lucha por la aceptación y el reconocimiento.

## Sinopsis
One Life to Blossom es un documental que sigue la vida de la activista transgénero negra Blossom C. Brown. La película narra su viaje para lograr su sueño de someterse a una cirugía de feminización facial, todo un año antes de que fuera noticia en el CNN LGBTQ Town Hall de 2019.
Criada en Jackson, Mississippi, Blossom enfrentó desafíos importantes con su identidad y salud, incluido el diagnóstico de VIH a los diecisiete años. A pesar de estos obstáculos, ella persiguió sus sueños con determinación. Blossom superó los prejuicios raciales y de género para convertirse en la primera mujer transgénero en graduarse de la Universidad para Mujeres de Mississippi.
El documental ofrece una mirada íntima a la vida de Blossom C. Brown, detallando sus experiencias de crecimiento en Mississippi, su viaje de transición y sus esfuerzos como activista. A través de entrevistas personales, imágenes de archivo y momentos espontáneos, la película explora temas de identidad, resiliencia y la lucha por la igualdad.

## Producción
One Life to Blossom fue producida por Alexandrina Andre, quien también se desempeñó como escritora y directora. La película se filmó a lo largo de tres años y capturó momentos cruciales en la vida y el activismo de Brown. Las imágenes también fueron filmadas durante la aparición de Brown en el CNN Townhall de 2019 con Don Lemon y Beto O'Rouke.

## Estreno
El documental se estrenó en el Festival de Cine Panafricano el 28 de febrero de 2021. Posteriormente se lanzó en Revry y Amazon Prime Video en septiembre de 2021.

## Premios y nominaciones
- OTB 2021 al Mejor Largometraje Documental
- OTB 2021 a la mejor película inspiradora[6]
- Premio Internacional de Cine Tietê de Conciencia Social 2022[7]
- Premio Telly 2022 a la mejor dirección en línea[8]